# Walworth (Londen)
Walworth is een wijk in het Londense bestuurlijke gebied Southwark, in de regio Groot-Londen.

## Geboren
- Harriet Taylor Mill (1807-1858), filosoof en verdediger van vrouwenrechten
- George Charles Champion (1857-1921), entomoloog
- Charlie Chaplin (1889-1977), artiest, acteur, regisseur, componist en komiek